# Ford Madox Ford
Ford Madox Ford (Merton, 17 dicembre 1873 – Deauville, 26 giugno 1939) è stato uno scrittore britannico, nato nel Surrey in Inghilterra e vissuto a cavallo tra la fin de siècle ottocentesca e la stagione modernista.
A lui si deve una vastissima produzione letteraria, costituita da un'ottantina di opere, che spaziano dal romanzo, al saggio, alla biografia.

## Biografia
Joseph Leopold Ford Hermann Madox Hueffer (in seguito Ford Madox Hueffer e poi Ford Madox Ford) nacque da una prospera famiglia cattolica: il nonno paterno aveva ereditato l'impresa editoriale di famiglia mentre il padre, Francis Hueffer, era un noto scrittore e critico musicale. Il nonno materno era il famoso pittore preraffaellita Ford Madox Brown. Ford diviene scrittore nell'ottobre del 1891 con The Brown Owl, una fairy-tale (in italiano, fiaba) scritta per intrattenere la sorella Juliet, e con un altro scritto dello stesso genere, The Feather. La sorellastra della madre era Lucy Madox Brown, moglie di William Michael Rossetti e madre di Olivia Rossetti Agresti. 
A questi fece seguito il romanzo The Shifting of the Fire, che gli valse l'apprezzamento di Joseph Conrad. Nel 1893 iniziò una relazione con la giovane Elsie Martindale che Ford conosceva poiché avevano frequentato la stessa scuola, la "Praetorious School". I coniugi Martindale non volevano acconsentire ad un fidanzamento ufficiale di Ford con Elsie e cercavano di ostacolare la loro relazione. Sicuramente non deponeva a favore di Ford la sua non stabile situazione economica, ma più probabilmente a preoccupare i coniugi Martindale erano le sue frequentazioni di anarchici e socialisti.
La situazione lo spinge alternativamente verso l'impazienza e la depressione, in particolare medita spesso sull'idea del suicidio, come traspare dalle lettere che scrive ad Elsie e dal suo primo volume di poesie, The Question at the Well, pubblicato nel 1893 sotto lo pseudonimo di "Fenil Haig". Elsie cerca varie volte di forzare i suoi genitori ad accettare Ford, ma senza risultati. Tenta il tutto per tutto fuggendo di casa e trovando rifugio a casa di amici di famiglia di Ford, decisa a non tornare dai suoi genitori se non accettano un accordo.
Il padre si dimostra tutt'altro che accomodante e si rivolge ai tribunali: obbligherà Elsie, che è ancora minorenne, a tornare a casa per mezzo di un'ordinanza legale. Ford ed Elsie, per evitare l'ordinanza della corte, decidono di sposarsi il 17 maggio 1894. Una volta sposati infatti l'autorità paterna non ha più valore. Il giorno dell'udienza i due annunciano il loro matrimonio che la corte convalida, nonostante siano minorenni. Trasferitosi in campagna per riprendersi da un forte esaurimento nervoso, l'amico Edward Garnett gli fa conoscere, nell'autunno del 1898, il romanziere polacco Joseph Conrad.
Ford aveva già avuto modo di conoscere l'opera di Conrad nel 1894 quando Garnett gli aveva sottoposto il manoscritto di Almayer's Folly, il primo romanzo di Conrad. I due erano destinati a intraprendere una collaborazione che, tra alti e bassi, sarebbe durata quasi dieci anni. Le opere che scaturirono da questa collaborazione (The Inheritors, 1901; Romance, 1903 e l'incompleto The Nature of a Crime, 1906) sono alla base degli sviluppi futuri della carriera letteraria dei due autori: è infatti nel corso della loro stesura che i due collaboratori mettono a punto quelle tecniche che consentono alle loro opere di distaccarsi dai canoni del romanzo vittoriano.
Per Ford il romanzo si configura come strumento atto alla conoscenza della vita reale. Viene utilizzato per indagare l'umanità ed è il mezzo perfetto per la conoscenza del mondo. Secondo Ford quindi al romanziere è necessaria la conoscenza critica dei suoi tempi unita ad una perfetta padronanza dei mezzi espressivi e delle tecniche compositive. Il romanziere deve diventare storico dei suoi tempi e far muovere i suoi personaggi secondo i modi che questo ruolo comporta. Il romanziere inteso come storico, secondo la lezione di Ford, deve tuttavia mirare a rendere in modo particolare l'atmosfera del tempo che analizza, lasciando al di fuori i fatti realmente accaduti e storicamente provati ed anzi provando per questi ultimi estremo fastidio.
In questo Ford si riallaccia alla lezione del realismo francese e, in particolare, a Flaubert al quale Ford è debitore anche per altri aspetti che interessano la sua poetica e la sua volontà di riformare il romanzo inglese staccandolo dai canoni ritenuti logori e inadatti del romanzo inglese ottocentesco. Dallo scrittore francese Ford deriva l'eliminazione della figura intrusiva del narratore che distrugge l'illusione del lettore di trovarsi di fronte a vicende reali. Per Flaubert lo scrittore deve essere “come Dio nella creazione: invisibile e onnipotente” (Gustave Flaubert, Correspondence, Parigi, Canard, 1954, p. 164); non deve né parteggiare né mettersi contro i suoi personaggi e, soprattutto, restare sempre al di fuori dei suoi libri.
I commenti moraleggianti e filosofici propri del romanzo vittoriano snaturano – secondo la nuova concezione del romanzo verista (o naturalista) – l'illusione della vita. E Ford è critico in questo senso soprattutto contro i romanzieri a lui anteriori come Fielding e Thackeray, ai quali contesta il loro modo di fornire sistematicamente una visione compiacente della vita e il loro ricorso a formule e caratteri stereotipati nella composizione delle loro opere. La letteratura per Ford cessa quindi di essere un passatempo per il lettore e diventa un momento impegnato e su cui riflettere, poiché attinge alla vita reale.
Se il romanzo vittoriano, anche alla luce del periodo storico che gli fa da cornice, è spiegabile come rifugio dalla meschinità della vita quotidiana, il nuovo romanzo realista costringe il lettore ad affrontare la realtà, ad accettarla per quello che è anche nei suoi aspetti peggiori e degradanti. E questi sono i caratteri del romanzo moderno secondo Ford di cui egli, nel mondo letterario inglese, assegna la paternità (dettata più da simpatia personale che da reale attitudine critica) a Samuel Richardson; e che vede i suoi massimi esponenti nei grandi romanzieri francesi.
Distaccandosi ulteriormente dai modelli ritenuti superati del romanzo vittoriano e dalle correnti tardo-ottocentesche estetizzanti e preraffaellite Ford propone una figura di autore consapevole della sua missione, la quale è così complessa da seguire da doverci dedicare tutte le proprie energie. Tale forma di dedizione assoluta alla letteratura è da Ford definita col termine craft, intendendo con questo che il lavoro dell'artista deve essere come quello di un artigiano: preciso, meticoloso e derivante dalla perfetta padronanza dei mezzi per portarlo a compimento.
Per Ford dunque l'arte narrativa si configura come la commistione dei due aspetti analizzati: l'aderenza alla realtà dell'opera, ovvero la corrispondenza con fatti di vita vissuta, unita alla rigorosa perfezione formale. Ford, fra i romanzieri a lui contemporanei, riconosce queste caratteristiche soprattutto nell'arte di Joseph Conrad che definisce un passionale uomo d'azione diventato consapevole uomo di lettere. A Call: the Tale of Two Passions pubblicato in volume nel 1910 dopo essere stato pubblicato a puntate su The English Review è uno dei suoi primi romanzi e già mostra i segni del suo genio.
Ford rielabora la tecnica messa a punto da Henry James del punto di vista circoscritto, in cui tutta la vicenda viene vista dalla coscienza di un personaggio che narra i fatti in prima persona. L'applicazione di questa tecnica porta al disfacimento dell'intreccio lineare del romanzo: gli eventi non seguono più, infatti, una linea cronologica rigida, ma sono riportati dal narratore secondo il processo logico-associativo di una mente che ricorda ordinando i fatti in modo arbitrario. Questa tecnica, definita da Ford time-shift, assieme ad altre e sviluppate negli anni del sodalizio con Conrad, raggiunse la massima efficacia nel romanzo da molti considerato il capolavoro di Ford, Il buon soldato (The Good Soldier, 1915).
In apparenza una storia melodrammatica di adulteri, suicidi e seduzioni, Il buon soldato è in realtà una ricerca della verità su determinati eventi da parte di un personaggio. La visione del reale è soggettiva e dunque risulta inadeguata a fornire una conoscenza esauriente: da qui la necessità di adottare molteplici punti di vista che permettano di fare chiarezza su altri aspetti della vicenda. Questa molteplicità di punti di vista si traduce in violenti e repentini cambi di scena e in deformazioni della struttura temporale.
La visione soggettiva deformante e il superamento delle apparenze fanno di Il buon soldato un magnifico esempio di come l'intellettuale si poneva di fronte alla crisi della società nei primi decenni del Novecento. A seguito delle tragiche esperienze vissute in guerra (fu infatti ricoverato per uno shock derivatogli dall'esplosione di una bomba e per curarsi dagli effetti dell'inalazione di gas asfissianti) l'opera successiva di Ford è dominata dalla coscienza della morte. La tetralogia Parade's End (Some Do Not…, 1924; No More Parades, 1925; A Man Could Stand Up, 1926; Last Post, 1928) è un grande affresco della società negli anni intorno alla guerra,  dove il romanziere assume il ruolo di storico del suo tempo.
Il protagonista, Christopher Tietjens, è un gentiluomo inglese i cui ideali sono esattamente l'opposto della sete di denaro, dell'arrivismo, dell'ipocrisia che dominano la Londra georgiana. In Ford permane il mito del medioevo, ma molto lontano da quello sensuale preraffaellita. È un medioevo cristiano e morale tipico degli ordini cavallereschi. Tietjens è consapevole del suo non appartenere alla società contemporanea ed è per questo destinato a morire, dimenticato, mentre la società che ha abbandonato si dissolve. Oltre che importante romanziere Ford fu autore di una lunga serie di saggi teorici e critici tra cui è opportuno ricordare gli studi su Henry James (1913) e Joseph Conrad (1924).
Inoltre le sue reminiscenze autobiografiche hanno fornito materiale indispensabile (anche se non sempre attendibile) per la ricostruzione dei cambiamenti della società e degli sviluppi culturali che interessarono l'Inghilterra. Nelle riviste da lui dirette (The English Review e The Transatlantic Review) trovarono spazio le opere di autori che avrebbero segnato la stagione letteraria novecentesca come D.H. Lawrence, Hemingway, Ezra Pound, T.S. Eliot e Joyce. Fu un intellettuale che per vastità di interessi e partecipazione ai fermenti sociali e culturali dell'epoca può essere considerato una figura di primissimo piano nel transito dalla tradizione vittoriana all'esperienza modernista.

## Opere

### Opere
- The Brown Owl - 1891
- The Feather - 1892
- The Shifting of the Fire - 1892
- The Queen Who Flew - 1894
- The Inheritors: an Extravagant Story - 1901 (in collaborazione con Joseph Conrad)
- Romace: a Novel - 1903 (in collaborazione con Joseph Conrad)
- The Benefactor - 1905
- The Soul of London - 1905
- The Nature of a Crime - 1906 (in collaborazione con Joseph Conrad)
- The Fifth Queen - 1906
- An English Girl: a Romance - 1907
- Privy Seal: his Last Venture - 1907
- The Spirit of the People - 1907
- The Fifth Queen Crowned: a Romance - 1908
- Mr. Apollo: a Just Possible Story - 1908
- The 'Half Moon': A Romance of the Old War and the New - 1909
- A Call: the Tale of Two Passions - 1910
- The Portrait - 1910
- Ladies Whose Bright Eyes - 1911
- The New Humpty Dumpty - 1912
- The Panel: A Sheer Comedy - 1912
- Mr. Fleight - 1913
- The Good Soldier - 1915 - Il buon soldato (Mondadori 2015) ISBN-139788804647317
- The Marsden Case - 1923
- Some Do Not... - A Novel, 1924 (in seguito raccolta nella tetralogia Parade's End)
- No More Parades - 1925 (in seguito raccolta nella tetralogia Parade's End)
- A Mirror to France - 1926
- A Man Could Stand Up, A Novel - 1926 (in seguito raccolta nella tetralogia Parade's End)
- Last Post - 1928 (in seguito raccolta nella tetralogia Parade's End)
- A Little Less Than Gods - 1928
- When the Wicked Man - 1932
- The Rash Act - 1933
- It was the Nightingale - 1934
- Vive le Roy - 1937
- Great Trade Route - 1937

#### Poesia
- The Question at the Well - 1893
- Poems for Pictures - 1900
- Collected Poems - 1914
- On Heaven, and Poems written on Active Service  1918
- New Poems - 1927

### Saggi e opere di critica letteraria
- Ford Madox Brown: a Record of his Life and Works, 1896
- The Cinque Ports, 1900
- Rossetti, 1902
- Hans Holbein the Younger, 1905
- The Heart of the Country, 1906
- The Pre-Raphaelite Brotherood: a Critical Monograph, 1907
- Ancient Lights and Certain New Reflections, 1911
- The Critical Attitude, 1911
- Henry James, A Critical Study, 1913
- When Blood is their Argument: an Analysis of Prussian Culture, 1915
- Thus to Revisit, Some Reminiscences, 1921
- Joseph Conrad: a Personal Remembrance, 1924
- The English Novel from the Earliest Days to the death of Joseph Conrad, 1930
- Portraits from Life: Memories and Criticism of Henry James, Joseph Conrad, Thomas Hardy, H. G. Wells, Stephen Crane, D. H. Lawrence, John Galsworthy, Ivan Turgenev, W. H. Hudson, Theodore Dreiser, A. C. Swinburne, 1937
- Mightier than the Sword: memories and Criticism, 1938
- The March of Literature: from Confucius to Modern Times, 1939
- Return to Yesterday, 1932

## Traduzioni italiane
- La natura di un crimine (Ford Madox Ford e Joseph Conrad), Mattioli 1885, Fidenza 2012 traduzione di Angelica Chondrogiannis ISBN 978-88-6261-271-5